# Algot Scott
Algot Sigvard Scott, född 7 januari 1908 i Anderslöv i Skåne län, död 16 maj 1984 i Hoting i Jämtlands län, var en svensk travtränare och travkusk. Han är bland annat känd för att vara den förste som vunnit ett dussin allsvenska championat, varav elva i rad.
2016 valdes han postumt in i Travsportens Hall of Fame.

## Karriär
Algot Scott började sin karriär inom travsporten som lärling hos Stall Pajonzek vid Jägersro under flera år. Han flyttade sedan upp till sin bror Gösta som var verksam vid Gävletravet.
1939 fick Scott jobb som försteman hos Ragnar Thorngren vid Åbytravet, och jobbade hos honom till 1941, då Scott startade sin egen tränarrörelse. Som egen tränare blev han champion på hemmabanan, samt allsvensk kuskchampion redan 1943. Scott blev allsvensk kuskchampion elva år i rad (1943–1953), och tog även sitt tolfte championat 1957, något som han blev den förste någonsin att göra. Rekordet slogs av Björn Goop 2015, som då vunnit tolv raka allsvenska kuskchampionat.
1954 vann han Svensk uppfödningslöpning på Jägersro med hästen Guide Fortuna, och 1966 vann han Åby Stora Pris på hemmabanan med hästen Orlof.
Totalt tog Algot Scott 1584 kusksegrar under sin karriär.
Algot Scott dog den 16 maj 1984. Året efter instiftades loppet Algot Scotts Minne på Åbytravet till hans minne, och har sedan dess körts varje år. Han har även fått Algot Scotts Gata, som ligger nära banan, uppkallad efter sig.